# Nassetti

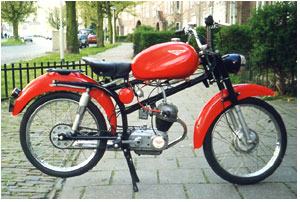
Nassetti Sery Turismo uit 1995 (foto: Bert Heideveld)

Nassetti is een historisch merk van bromfietsen en hulpmotoren.
Het was een van de eerste Italiaanse merken die na de oorlog 49 cc tweetakt en viertakt bromfietsen leverden. Cesare Nassetti maakte ook clip-on motoren. 
Het model Brunetta kreeg de bijnaam “Il Pellegrino” (de pelgrim). Het was met ca. 60 km/uur een bijzonder snel blokje. In tegenstelling tot de meeste clip-on motoren die boven een van de wielen gemonteerd werden hing de Brunetta onder het frame en dreef met een rol het achterwiel aan. De fiets moest een verlengde trapperas krijgen omdat de trapper anders tegen het blokje aan kwam. 
Al snel ging Cesare Nassetti ook complete bromfietsen maken, die naar zijn dochters Dilly, Sery, Alba Aurora en Brunetta genoemd werden. De Sery-modellen hadden viertaktblokjes.

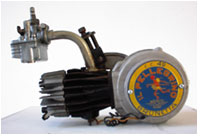
Brunetta "Il Pellegrino"-motorblok (foto: Bert Heideveld)